# Bršť
Bršť (německy Bartschhüschel) s nadmořskou výškou 695 m je kopec nad vesnicí Filipovice, části obce Bělá pod Pradědem v okrese Jeseník v Olomouckém kraji. Bršť se nachází v Bělské pahorkatině v západní části Zlatohorské vrchoviny v Keprnické hornatině, subprovincii pohoří Hrubý Jeseník a regionu Horní Slezsko. Bršť je nejvyšší vrchol Bělské pahorkatiny.

## Původ Názvu kopce
Název kopce nesouvisí se jménem nepůvodní invazivní rostliny bolševník. Německý název Bartschhüschel by mohl mít souvislost s vousy či holením. Slovanský původ nabízí souvislost se starodávným výrazem pro hořkost (vrsk) a odvozenými výrazy k polskému/ukrajinskému/ruskému boršč (barszcz).

## Další informace
Na vrcholu Brště je lesík. Na kopci jsou pastviny, ze kterých je dobrý výhled na okolní vyšší hory Hrubého Jeseníku.
Kopec patří do povodí řeky Bělá (povodí řeky Odry).
Pod kopcem se nachází přírodní rezervace Filipovické louky.
Bršť je také využíván pro trasy běžkařů.
Bršť se nachází jiho-jihozápadně od Domašova.